# Mount Townsend
Mount Townsend ist der zweithöchste Berg auf dem Festland des australischen Kontinents.

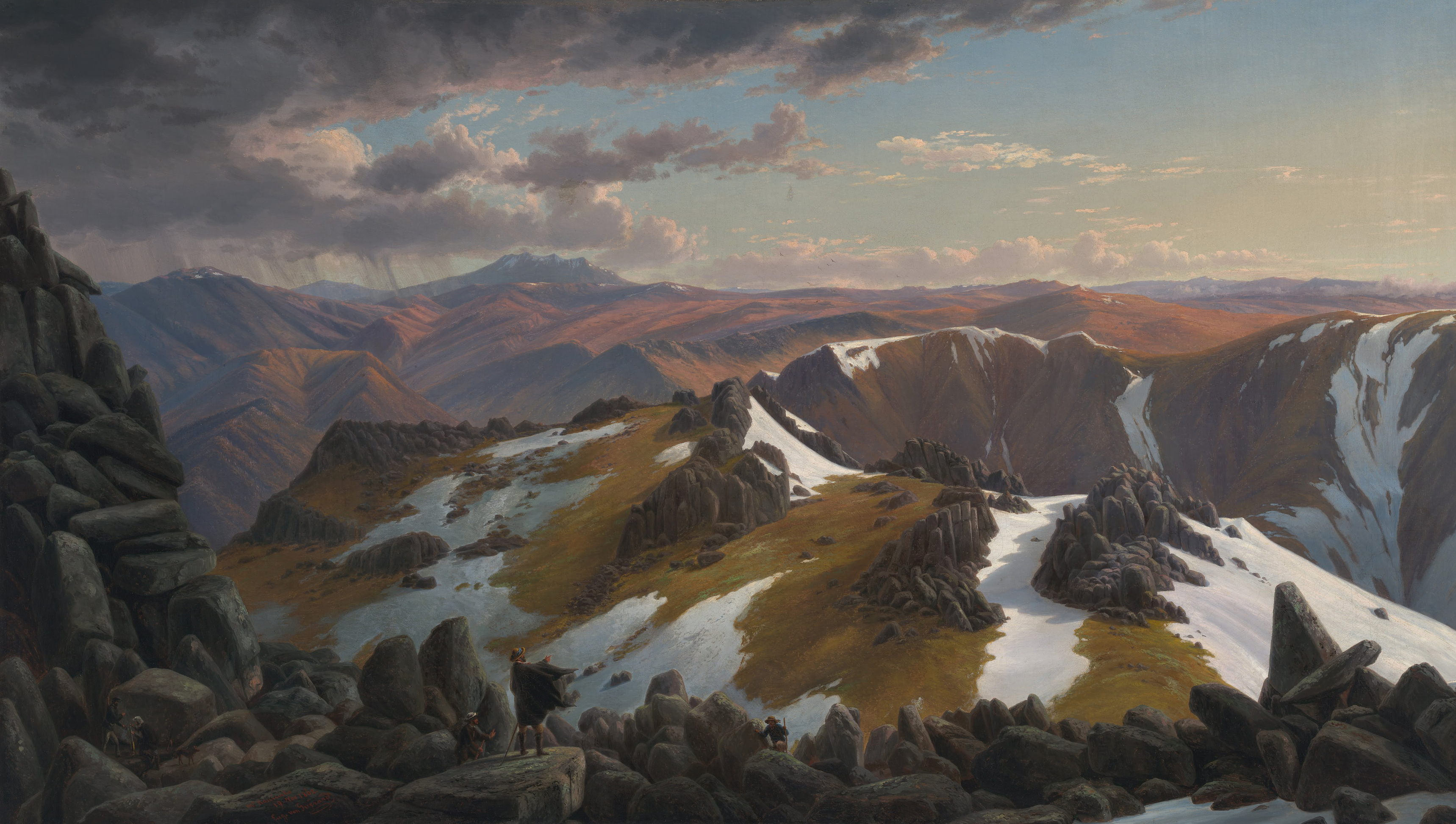
Gemälde des Mount Townsend von Eugene von Guerard (1863)

## Geographie
Der Berg befindet sich rund 3,7 Kilometer nördlich vom höchsten Berg des australischen Kontinents, dem Mount Kosciuszko. Der Mount Townsend liegt in New South Wales in den Snowy Mountains, einem Teil der Great Dividing Range, und befindet sich im Kosciuszko-Nationalpark.
Reduziert man den Kontinent auf das australische Festland, zählt der Mount Townsend zu den Seven Second Summits (englisch Sieben Zweite Gipfel), welche die jeweils zweithöchsten Berge der sieben Kontinente zusammenfassen. Fasst man den Begriff weiter, dann zählt auch der deutlich höhere Puncak Trikora in Indonesien zum Kontinent und wäre nach dieser Sichtweise einer der Seven Second Summits.

## Name
Der Berg wurde 1885 von Robert Lendlmayer von Lendenfeld bestiegen, der ihn nach einem Regierungsbeamten Mr. Townsend benannte.
Die Namen Mount Townsend und Mount Kosciuszko waren ursprünglich dem jeweils anderen Berg zugeordnet. Höhenmessungen ergaben, dass der ursprünglich für höher gehaltene Mount Kosciuszko eigentlich geringfügig kleiner als der Mount Townsend war. Damit der Mount Kosciuszko trotzdem der höhere Berg bleiben konnte, tauschte das New South Wales Lands Department die Namen beider Gipfel.